# 플레이 바이 메일 게임

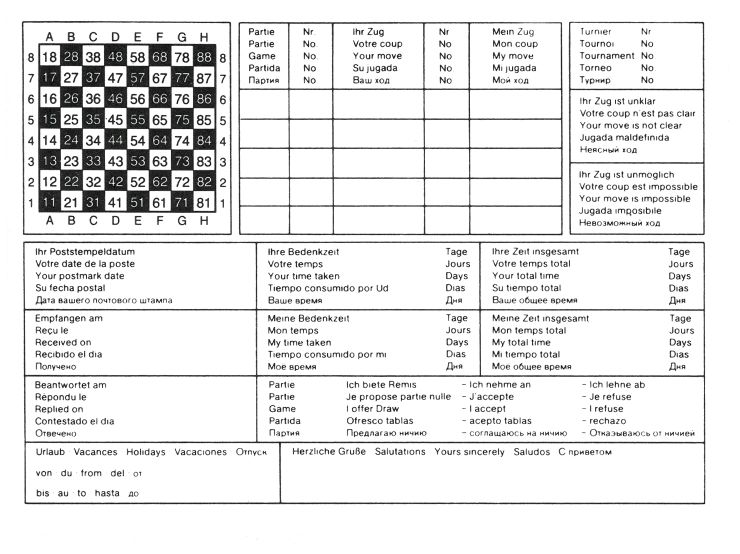
국제 서신교환 체스용 엽서.

플레이 바이 메일 게임(영어: play-by-mail game) 또는 플레이 바이 포스트 게임(영어: play-by-post game)은 우편이나 이메일을 통해 즐길 수 있는 게임이다.
우편 체스는 수세기 동안 우편을 통해 플레이되었다. 디플로머시라는 보드게임은 1960년대 이후로 우편을 통해 플레이되고 있으며, 이는 존 보드먼에 의해 작성된, 인쇄된 뉴스레터(팬 잡지)와 함께 시작되었다. 부분적으로는 컴퓨터 프로그램들에 의해서나, 아니면 완전히 관리된 더 복잡한 게임들의 선주자는 1970년 게임 《플라잉 버팔로》를 개발한 릭 루미스이다. 주요 이메일 서비스를 통해 제공된 최초의 게임은 1983년 컴퓨서브를 포함한 주요 이메일 서비스들로부터 이메일 턴(e-mail turn)을 수락한 Neolithic Enterprises의 《WebWar II》(웹워 II)이다.
플레이 바이 메일 게임은 PBM 게임이라고도 부르는데, 플레이 바이 메일이 종종 사람과 직접 플레이하는 OTB(오버 더 보드) 게임이나 얼굴 대 얼굴로(face to face, FTF)의 반대의 의미로 PBeM으로 줄여 말하기 때문이다. "플레이 바이 인터넷"(PBI)이나 플레이 바이 웹(PBW)이라는 이름도 쓰인다.
1980년대에 플레이 바이 메일 게임들은 게이밍 유니버설, Paper Mayhem, 플래그십 매거진(플레이 바이 메일 게임에 공헌한 최초의 프로페셔널 잡지)의 출현과 함께 인기가 절정에 치달았다. (초기의 팬 잡지인 PBM의 너츠 앤드 볼츠는 이러한 취미를 예외적으로 다루는 최초의 출판물이었다)

## 같이 보기
- 역할연기

## 참고 문헌
- Readers Digest 1,001 Computer Hints and Tips